# Argyrodes insectus
Argyrodes insectus là một loài nhện trong họ Theridiidae.
Loài này thuộc chi Argyrodes. Argyrodes insectus được Joachim Schmidt miêu tả năm 2005.